# William Neville, 1. jarl af Kent
William Neville, 1. jarl af Kent KG (ca. 1405 – 9. januar 1463) og jure uxoris 6. baron Fauconberg, var en engelsk adelsmand og soldat. Han kæmpede under den sidste del af Hundredårskrigen og under de  dynastiske Rosekrige i England.

## Opvækst
Født omkring 1405 var han den tredje søn af Ralph Neville, 1. jarl af Westmorland og hans anden hustru, Joan Beaufort.
Hans mor var den legitimere datter af Johan af Gent, 1. hertug af Lancaster og hans elskerinde (og senere tredje hustru) Katherine Swynford. Johan af Gent var den tredje overlevende søn af kong Edvard 3. af England og Filippa af Hainaut. William var derfor oldebarn af Edvard 3.. Imidlertid havde betingelserne for legitimeringen af Beaufort-familien specifikt udelukket dem og deres efterkommere fra tronfølgen.
William var en af de mange Neville-sønner, der blev gift godt, det han blev gift sig med Fauconberg-arvingen, Joan de Fauconberg, 6. baronesse Fauconberg suo jure, datter af Thomas de Fauconberg, 5. baron Fauconberg og hans anden hustru, Joan Brounflete (død 1409) og antog titlen Lord Fauconberg. Ligesom hans nevø, Richard Neville, giftede sig med Warwick-arvingen og blev jarl af Warwick. Williams ægteskab fandt sted på et eller andet tidspunkt inden 1422. Hans hustru var fire år ældre end ham selv og blev beskrevet som en idiot fra fødslen. Fauconberg-godset lå i North Yorkshire, et magtcenter for andre medlemmer af Neville-familien.

## Loyalitet over for kronen
Han havde tilsyneladende en konventionel militærkarriere i den tidligere del af Henrik 6.'s regeringstid. Efter at han var blevet slået til ridder i maj 1426 gjorde han tjeneste ved den skotske grænse i 1435. I 1436 tjente han under sin svoger Richard, hertug af York, i Frankrig, hans første kontakt med en mand, der senere skulle modtage hans troskab. I 1439 var han hærfører i Frankrig på et felttog med Lord Talbot og Lord Scales. I forbindelse med belejringen af Harfleur i 1440 blev han slået til ridder af Hosebåndsordenen for sin rolle i felttogene i 1438 og 1439, især erobringen og besættelsen af Meaux.

Som en af de tre hærfører under felttoget havde Neville været medlem af det kongelige råd siden 30. april, ved Warwicks død, inden en ny regent blev udpeget. I oktober hjalp Fauconberg med at genindtage Harfleur og tvang den franske garnison væk. Kun Dieppe kunne ikke indtages. Hærførernes forrang blev ophørte i marts 1442 efter udnævnelsen af William, Lord Bourgchier, som generalguvernør over Normandiet.
Den 7. marts 1443, mens han var tilbage i England, overtog han Roxburgh Castle. Han blev tildelt 1.000 om året £ (omkring 1.000.000 i 2005-priser £) i fredstid, det dobbelte, hvis han var i krig med Skotland, og indtil 1448 modtog han tilfredsstillende betaling. Men i 1449 vendte han tilbage til Frankrig som en del af en diplomatisk mission, og i maj 1449 tilbragte han den nat, hvor franskmændene valgte at erobre Pont de l'Arche i Normandiet. I alt blev der taget hundrede og tyve mænd til fange.
Neville var ikke meget for at overgive sig til en ubetydelig bueskytte, der næsten dræbte ham. Under sit fangenskab i Frankrig, brugte han to år af sin egen indkomst på at understøtte slottets vedligeholdelse. På trods af et tilskud fra parlamentet i 1449, skyldte de ham 4109 £ i 1451. Han blev tvunget til at nøjes med mindre. Tabet af en sådan erfaren kaptajn var et slag for det engelske styre. Englænderne havde allerede mistet bretonerne som allierede efter at man havde taget deres saltflåde, og i juli 1449 nægtede Somerset Fauconbergs tilbagevenden mod en aftale om Fougeres.
I 1453 blev han løskøbt (for 8.000 franske ecu) og befriet fra fangenskab. Han havde stadig kontrollen over Roxburgh Castle, men blevet fattig af at skulle opretholde denne og af sit fangenskab i Frankrig. Nu skyldte regeringen ham 1.000 £. Han indgik et forlig om dette ved at acceptere et tilskud på 1.000 mark fra tolden i Newcastle. Ikke kun udgjorde dette kun omkring to tredjedele af det oprindelige beløb, der var ingen garanti for, at han nogensinde ville få pengene. Som Griffths skriver, "Hvad der er så bemærkelsesværdigt ved hans fortælling er, at Lancaster-styret kunne råde over [hans] loyalitet".

## Alliance med York
Indtil dette tidspunkt kan han ses som en loyal støtte af Huset Lancaster. Men på et tidspunkt i løbet af de næste to år begyndte hans troskab at skifte. Han var medlem Richard, hertug af Yorks råd, under Henrik 6.'s anden periode med sindssyge. Selvom han var sammen med den Lancaster-adelen under Det 1. slag ved St. Albans (1455), blev han efter slaget udnævnt af York til at være medkonstabel af Windsor Castle. Hans tilslutning til York, som var hans svoger, var naturlig, da hans bror, jarlen af Salisbury og hans nevø jarlen af Warwick ("Kongemageren") var Richards nærmeste allierede.
I 1457 sluttede han sig til Warwick (udnævnt til kaptajn i Calais) som hans stedfortræder. Warwick brugte Calais som en base for hvad der i det væsentlige var sørøveri, og Fauconberg ser ud til at have været glad for at kunne hjælpe. Han var i England i 1458, og i maj blev han kortvarigt fængslet i London, men han blev reddet af Warwick og vendte tilbage til Calais.

## Belønninger og udnævnelser
Belønningerne for sejr fulgte. Han blev gjort til medlem af kongens råd og udnævnt til kongens stedfortræder i nord. Den 1. november blev han ophøjet til jarl af Kent og udnævnt til steward for det kongelige hushold. I juli 1462 blev han udnævnt til Lord Admiral, og i august samme år modtog han 46 herregårde i West County.
Edvard 4. var afhængig af ham for krigsførelse både på land og til vands. Efter sejren i Towton deltog han i den gradvise etablering af kongelig kontrol i Northumberland, under ledelse af en garnison på 120 mand i Newcastle i sommeren 1461 og deltog i belejringen af Alnwick i november 1462. Mellem disse tidspunkter havde han været tilbage i Calais og plyndret den bretonske kyst i august 1462, brændte derefter Le Conquet ned nær Brest og plyndrede Ile de Re.
Han døde den 9. januar 1463 og blev begravet i Gisborough Priory i hjertet af hans Fauconberg-besiddelser. Da han ikke havde nogen overlevende legitime sønner, uddøde hans jarldømme. Han blev overlevet af sin hustru, der døde i 1490 i en alder af 84 år. Han havde fået tre døtre og en søn i sit ægteskab, og en anerkendt uægte søn, Thomas Neville. Kendt som Bastarden af Fauconberg, endte han med at alliered sig sig Warwick og ledte et oprør senere i Edvard 4.'s regeringstid.
William Neville er en undervurderet figur i York-styres opstigning til magten. Mere succesrig som hærfører end den mere berømte Richard Neville, 16. jarl af Warwick, er hans omdømme opsummeret med Goodmans ord: "Ingen anden veteran fra de anglo-franske krige udmærkede sig i en lignende grad i Rosekrigene".